# Cisse von Rutenberg
Cisse von Rutenberg (in olandese Cisse von dem Rutenberg) (Overijssel, ... – novembre 1434) fu Gran Maestro dell'Ordine di Livonia, in carica dal 1424 al 1434, anno della sua morte.

## Biografia
Cisse von dem Rutenberg nacque verosimilmente nell'odierna provincia di Overijssel, rientrante al tempo nell'Hochstift (vescovado) di Utrecht e Zwolle. I membri della famiglia von dem Rutenberg tesserono spesso relazioni con il vescovo di Utrecht, assumendo diversi ruoli amministrativi. Alcuni membri si erano già spostati nell'Europa orientale, ricoprendo già alcuni ruoli nell'Ordine Livoniano.

### Ascesa
Nel 1413, Cisse fu commendatore presso Jelgava: nel 1420, assunse la stessa carica ad Alūksne e tre anni dopo a Tallinn. Nel 1424, fu eletto Gran maestro dell'Ordine Livoniano, subentrando a Dietrich Kra, il quale aveva temporaneamente assunto il ruolo di guida politica sostituendo il morente Siegfried Lander von Spanheim. Cisse von dem Rutenberg fu l'unico nella storia degli ex cavalieri portaspada ad essere di "nazionalità olandese".

### Crisi politica dei cavalieri di Livonia
La nomina di von Rutenberg avvenne in un contesto atipico fino alla battaglia di Grunwald. A seguito della sconfitta riportata dall'Ordine teutonico infatti, i cavalieri di Livonia riuscirono a non essere risucchiati dalla crisi che coinvolse i tedeschi a seguito della sconfitta contro il Granducato di Lituania e il Regno di Polonia. Ciò comportò nei fatti un'ulteriore autonomia dei livoniani e la nascita di due opposte fazioni politiche che si contesero il potere e la carica di Landmeister: il "partito" della Renania e quello della Vestfalia.
Le visioni diverse da parte delle due correnti partirono diversi dissapori all'interno dell'Ordine, con la conseguenza che si discusse a lungo se adottare una politica anti-polacca o anti-russa. Nonostante una situazione intricata, Cisse e la sua fazione riuscirono a perseguire quanto si era prefissato.

### Le operazioni militari
Il nuovo Gran maestro di Livonia ebbe un rapporto molto teso con Henning Scharpenberg, Arcivescovo di Riga (1424-1448), che cercava di raggiungere una maggiore indipendenza dall'Ordine di Livonia. Nel 1426, Henning Sharpenberg organizzò a Riga un congresso, in cui fu assunta la decisione di inviare un'ambasciata a Papa Martino V per lamentarsi dello strapotere assunto dall'Ordine di Livonia. Questa ambasciata, giunta nei pressi di Libau, fu fatta prigioniera e saccheggiata dal vogt di Grobiņa, non giungendo mai a Roma.
Nel 1426, Pskov attaccò il Vescovado di Dorpat, distruggendo molti villaggi. Cisse von dem Rutenberg non prestò alcun'assistenza militare a Dietrich IV Resler, Vescovo di Dorpat, il quale dovette chiedere l'aiuto del Granduca lituano Vitoldo. Le truppe lituane entrarono nel Vescovado di Dorpat: per tutta risposta, il Landmeister di Livonia minacciò di guerra il Vescovo di Dorpat.
Nel mese di giugno 1431, l'Ordine teutonico e l'Ordine di Livonia conclusero un'alleanza militare con il Granduca di Lituania Švitrigaila, volta a contrastare il Regno di Polonia.
Il 1º settembre 1432, il Granduca di Lituania fu sconfitto ad Ašmjany e spogliato del trono da suo cugino Sigismondo Kęstutaitis, che sosteneva la Polonia. Švitrigaila si rifugiò a Polotsk, da dove chiese assistenza a von Rutenberg. Nel mese di novembre del 1432, quest'ultimo inviò in aiuto di Švitrigaila un esercito comandato dai Landkomtuur di Aizkraukle e Daugavpils.
L'esercito così composto, invase i territori lituani che riconoscevano il potere di Sigismondo Kęstutaitis: nonostante alcuni iniziali successi, il 9 dicembre 1432, nella battaglia di Ašmjany, Švitrigaila fu sconfitto dall'esercito polacco-lituano del suo rivale.
Nel 1434, von dem Rutenberg, alla guida di un grande esercito, invase la Lituania, dove si unì con le forze al comando di Švitrigaila. Gli alleati, per dieci settimane, devastarono la Samogizia nell'invano tentativo di espugnare una fortificazione. Nell'autunno dello stesso anno, nell'esercito dell'Ordine di Livonia scoppiò un'epidemia che uccise molte unità. Nel novembre del 1434, sulla via del ritorno dalla Lituania in Livonia, Cisse von dem Rutenberg morì.